# 髙橋康輔
髙橋 康輔（たかはし こうすけ、1976年4月12日 - ）は、NHKのアナウンサー。

## 人物
広島県広島市出身。
水戸放送局で長く共に勤務していた向井一弘アナとは、同じ高校の同級生である。向井はハンドボール部、髙橋は軟式野球部に所属していた。
学習院大学法学部を卒業後、2000年に入局。
秋田放送局への在籍期間が長く、7年以上在籍している。
2023年4月に甲府放送局へ異動後、2024年8月より大橋信之の後任として、アナウンスグループ統括（副部長）を務めている。
好きな食べ物は卵かけご飯、漬物。

## 担当番組
太字は、現在担当中の番組

### 山口放送局時代（2000年度 - 2004年度）
- 山口県のニュース・中継・リポート

### 鳥取放送局時代（2005年度 - 2006年度）
- 鳥取県のニュース・中継・リポート
- 大相撲中継（2005年5月 - 2008年9月）

### 秋田放送局時代（2007年度 - 2014年7月）
- 秋田県のニュース・中継・リポート
- 欽ちゃんのワースト脱出大作戦
- 秋田大曲 全国花火競技大会（2011年8月27日、2013年8月24日）
- ニュースこまち キャスター（2012年1月4日 - 2014年3月28日）
- 秋田発ラジオ深夜便（2012年11月23日 - 11月24日）

### 水戸放送局時代（1度目）（2014年8月 - 2016年度）
- ニュースワイド茨城 メインキャスター（2014年10月6日 - 2015年3月27日）[4]
- NHKジャーナル（2016年9月5日 - 16日）永井克典の夏休みに伴う代理
- Nスペ5min.  完全解剖 ティラノサウルス  ～最強恐竜 進化の謎～（ナレーション・2016年9月17日）
- 茨城ニュース いば6 メインキャスター（1回目）（2015年3月30日 - 2017年3月31日）
- 茨城ニュース845（不定期）

### 東京アナウンス室時代（2017年度 - 2018年度）
- NHKニュースおはよう日本
  - リポーター（2017年4月 - 2019年3月）
  - 二宮直輝のキャスター代行（2018年1月20日 - 21日）
  - まちかど情報室キャスター代行（2018年3月14日）
- ニュース645（不定期）
- ニュース・気象情報（不定期）
- ラジオニュース（不定期）
- 新年一般参賀（2019年1月2日）
- 2017年7月の九州北部豪雨にて大分放送局に応援で派遣され、災害情報を中心にローカルニュースを担当した。
- 2018年6月には仙台放送局に応援で派遣され、ローカルニュースを担当した。（2018年6月2日）

### 水戸放送局時代（2度目）（2019年度 - 2022年度）
- 茨城県のニュース
- 茨城ニュース845
- 緊急報道（水戸放送局発）
- いば6
  - メインキャスター（2回目）（2019年4月1日 - 2022年4月1日）
  - 不定期　保里小百合のキャスター代行

### 甲府放送局時代（2023年度 - ）
- 山梨県のニュース
- アナウンスグループ統括（2024年8月から）
- 甲府放送局制作番組の編集責任者
- Newsかいドキ（中継・編集責任者・キャスター代行。）
- ニュース山梨845（ローテーション制）
- 緊急報道（甲府放送局発）
- 令和6年能登半島地震の災害報道対応による金沢放送局への応援派遣
  - かがのとイブニング（2024年1月12日） - 七尾市から中継リポート
  - 能登半島地震石川県内のニュース・ライフライン情報（2024年1月13日） - かほく市から中継リポート